# Luciano Pacomio

Luciano Pacomio (Villanova Monferrato, 4 de novembre de 1941) és un religiós i bisbe italià. Va ser ordenat sacerdot el 23 de juny de 1951. El 3 de desembre de 1996, el papa Joan Pau II el nomenà bisbe de Mondovì, succeint Enrico Masseroni.
Va ser consagrat bisbe per Joan Pau II el 6 de gener 1997.